# Basalt

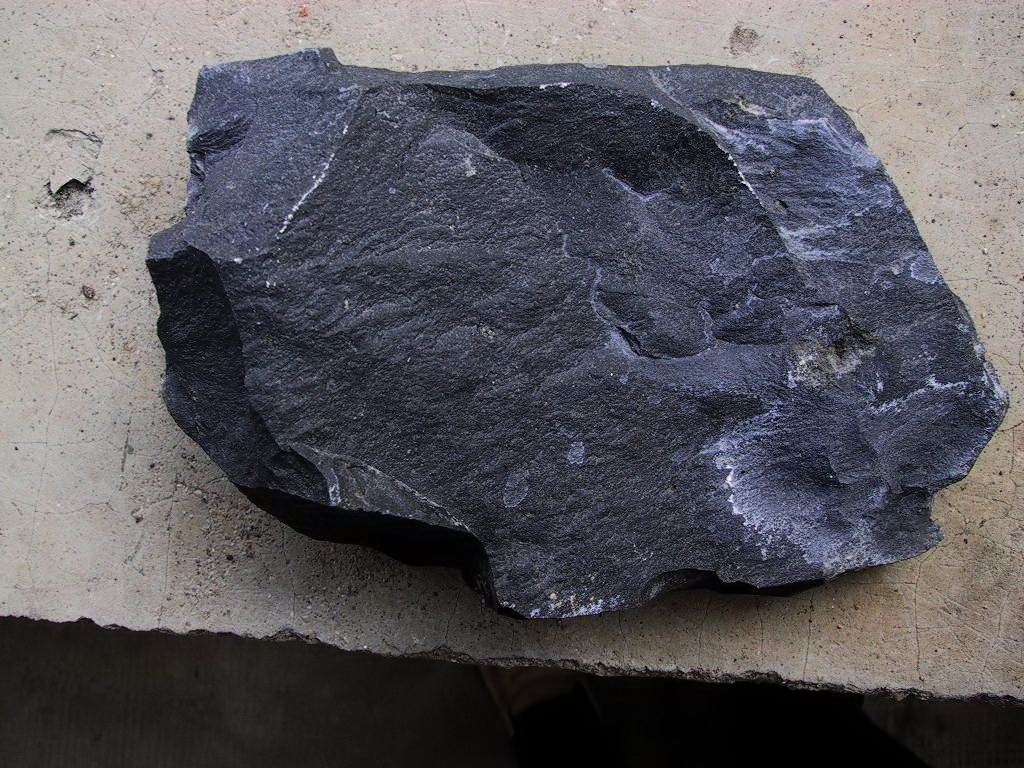
Basalt-Handstück, Pliozän, Sardinien

Basalt ist ein basisches (SiO2-armes) Ergussgestein. Es besteht vor allem aus einer Mischung von Calcium-Eisen-Magnesium-Silikaten (Pyroxene) und calcium- und natriumreichem Feldspat (Plagioklas) sowie meist auch Olivin.
Basalt ist das vulkanische Äquivalent zum Gabbro (Plutonit), der zwar die gleiche chemische Zusammensetzung hat, aber tief in der Erdkruste aus einem Magma vergleichsweise langsam auskristallisierte und nicht nach Austritt an der Erdoberfläche relativ rasch zu Basalt erstarren konnte.
Die um 1800 geführte Auseinandersetzung über die Herkunft der Basalte, auch Basaltstreit genannt, entwickelte sich zu einem weltanschaulichen Grundsatzdisput zwischen Neptunismus und Plutonismus.

## Historisches und Namensherkunft

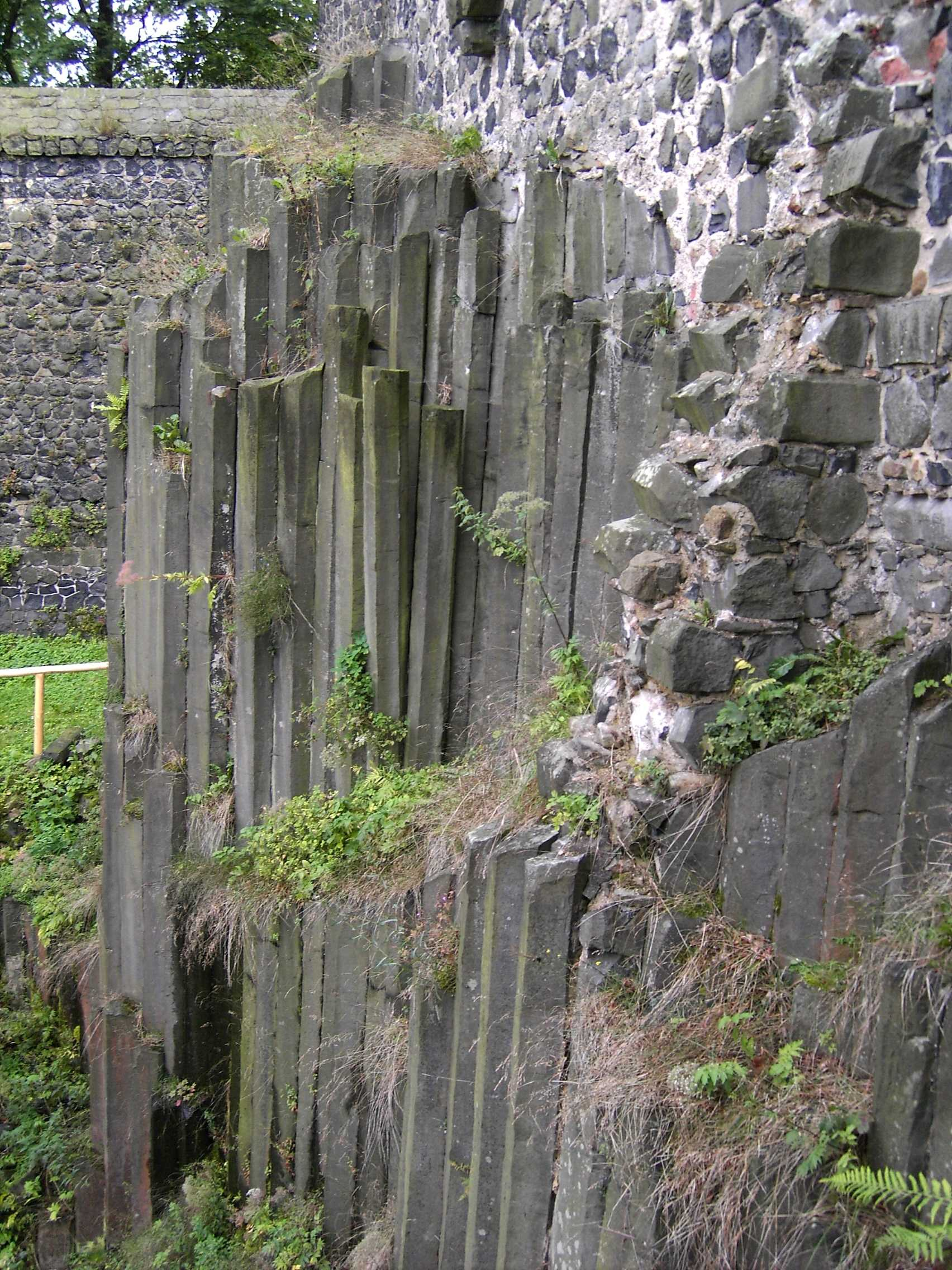
Basalt als Fundament und Mauerwerk der Burg Stolpen

Das Etymologische Wörterbuch der deutschen Sprache vermerkt, dass Basalt seit dem 18. Jahrhundert im Deutschen nachweisbar sei und aus dem lateinischen basaltēs entlehnt wurde. Dieses lateinische Wort findet sich, unter Berufung auf die Naturalis historia Plinius des Älteren, bei Georgius Agricola in seinem Werk De Natura Fossilium (1546). Agricola bezeichnet damit unter anderem das säulig geklüftete Gestein, aus dem der natürliche Felssockel und die Mauern der Burg Stolpen bestehen.
Wahrscheinlich geht das Wort basaltes aber auf einen mittelalterlichen Transkriptionsfehler des Plinius-Textes zurück, in dem er ansonsten die latinisierte Version des griechischen Gesteinsnamens βασανίτης [λίθος] basanítēs [líthos] (Prüfstein, sehr harter Stein) nutzt. Das griechische Wort hat seinen Ursprung möglicherweise im Ägyptischen. Der russische Petrograph Franz Loewinson-Lessing führt in seinem Lexikon an, dass Basalt „eine der ältesten petrographischen Bezeichnungen“ sei und ganz ursprünglich aus dem Äthiopischen stamme. Demnach soll basal (oder bselt oder bsalt, wörtlich: ‚gekocht‘(?)) so viel wie ‚eisenführendes Gestein‘ bedeuten. Ferner heißt es bei Loewinson-Lessing, dass laut Plinius dem Älteren die ersten Basalte aus Äthiopien kamen. Ob es sich bei der Region wirklich um Äthiopien und bei diesen Gesteinen wirklich (ausschließlich) um Basalt im heutigen Verständnis gehandelt hat, ist allerdings fraglich. Der US-amerikanische archäologische Geologe James A. Harrell postuliert, Plinius basanites sei identisch mit dem ägyptischen Bechen-Stein (engl. bekhen-stone), der eine Metagrauwacke ist, die im Wadi Hammamat vorkommt und dort auch abgebaut wurde. Tatsächlich sind sowohl Basalt als auch Grauwacke (relativ) feinkörnige, sehr harte, gräuliche und bräunlich verwitternde Gesteine, die bei fehlenden typischen Gefügemerkmalen (speziell bei Basalt die säulige Klüftung) im Aufschluss ohne optische Hilfsmittel durchaus leicht zu verwechseln sind. Aufgrund dieser Unklarheiten in den Plinius’schen Schriften können Agricola als Erstbeschreiber der Gesteinsart Basalt im heutigen Verständnis und der Felssockel der Burg Stolpen als Typlokalität dieser Gesteinsart gelten.
Abraham Gottlob Werner charakterisiert Basalt in seiner 1787 erschienenen Beschreibung der verschiedenen Gebirgsarten als „gemengte Bergart“, die neben der „Hauptmasse“ (mangels einer Methode für die Gesteinsmikroskopie seinerzeit noch nicht in ihre mineralischen Bestandteile auflösbar) „gewöhnlich Hornblende-Krystalle und Krisolithkörner, selten Zeolith“ enthalte. Louis Cordier schränkte 1816 den Namen auf eine Zusammensetzung von Augit und Labradorit mit wechselnden Anteilen von Olivin ein. Karl Heinrich Rosenbusch formulierte 1887 eine Neudefinition.
Als Diabas und Melaphyr werden geologisch alte Basalte bezeichnet, die außerdem eine leichte Veränderung ihres Gefüges und ihrer Mineralzusammensetzung durch Metamorphose erfahren haben.

## Entstehung

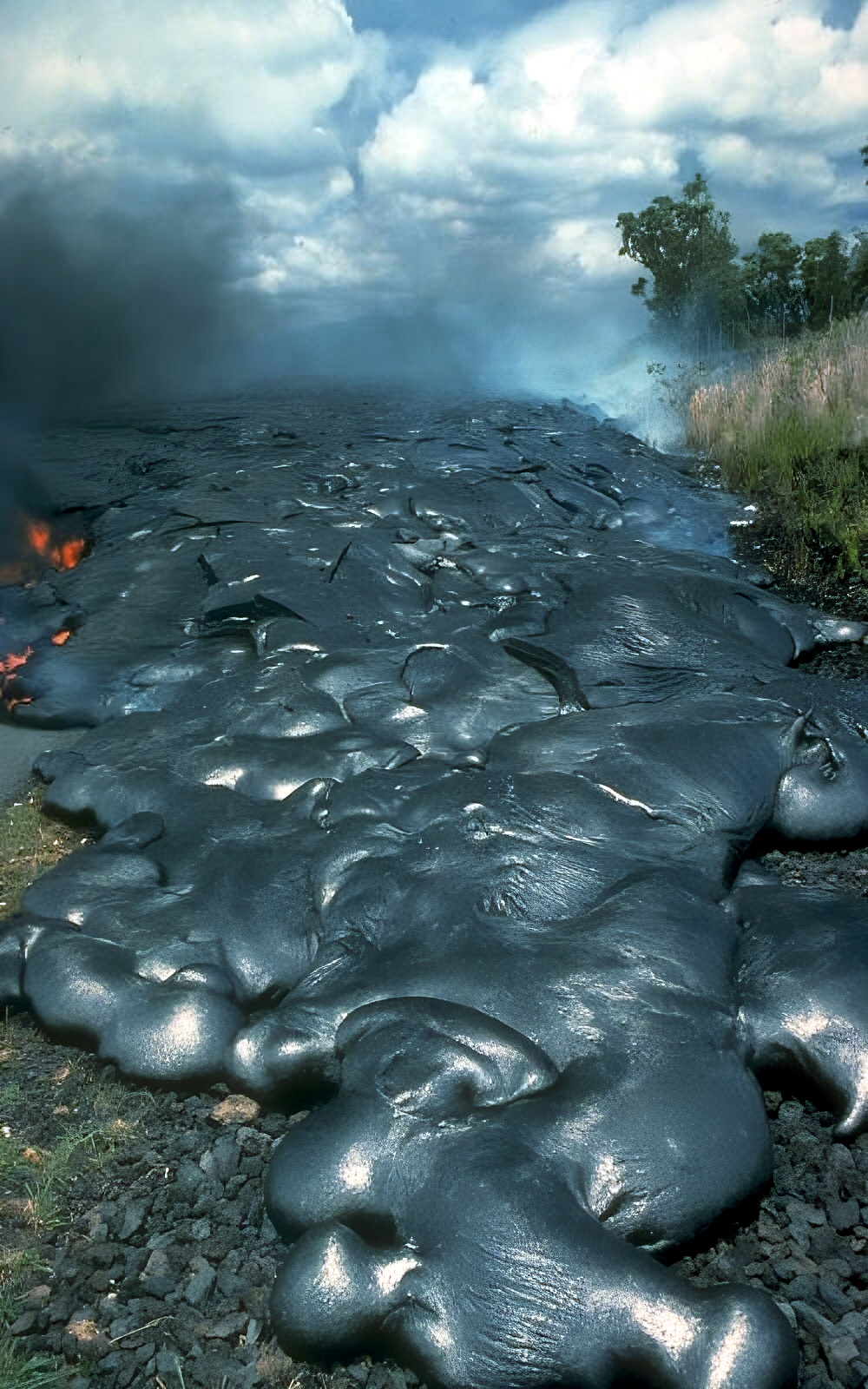
Dünnflüssige, basaltische Pāhoehoe-Lava

Basalt entsteht bei der Aufschmelzung des Erdmantels. Dünnflüssiges, SiO2-armes Magma erkaltet an der Erdoberfläche oder im Ozean beim Austritt relativ schnell zu Basaltlava. Die Magmen haben bei ihrem Austritt in der Regel Temperaturen zwischen 900 °C und 1200 °C, abhängig von ihrem Chemismus. Das Magma ist dabei in der Regel nicht zu 100 % flüssig, es befinden sich häufig auch Einschlüsse (Xenocryst) von Mineralen oder ganzen Gesteinen (Xenolith) mit einem höheren Schmelzpunkt darin, die beim Aufstieg mitgerissen wurden.
Basalt ist, betrachtet man sowohl die Festländer als auch den Grund der Meere, das Gestein mit der größten Verbreitung. Davon wiederum bilden die nach der Ortschaft Tholey im Saarland benannten tholeiitischen Basalte den Hauptanteil der ozeanischen Kruste und etliche Vorkommen der kontinentalen Kruste.

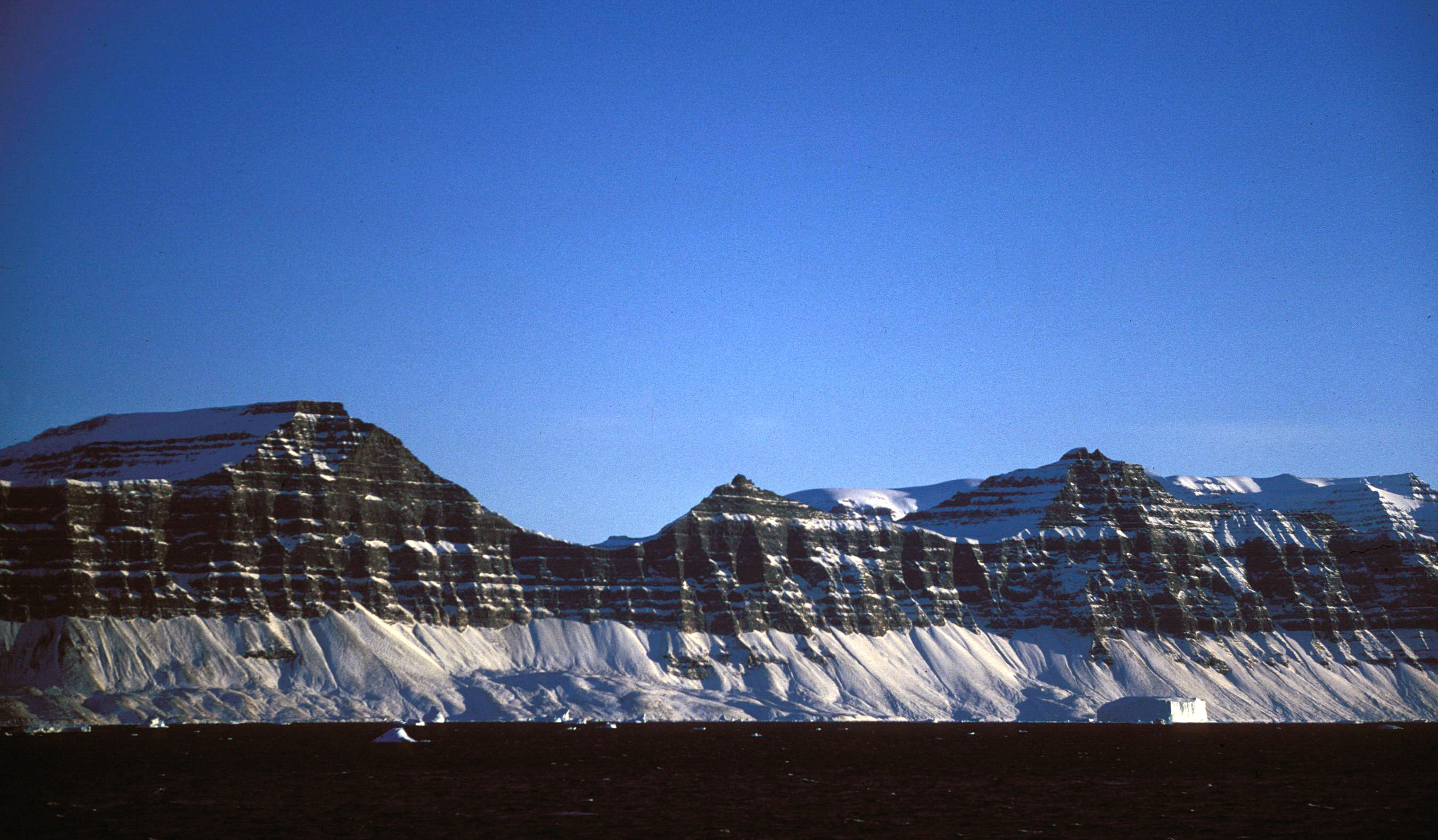
Plateaubasalt, entstanden bei der Öffnung des Nordatlantik, am Scoresbysund, Ostgrönland

Nahezu alle tiefen Ozeanböden bestehen aus Basalt, der dort nur von einer mehr oder minder mächtigen Decke jüngerer Sedimente bedeckt wird. Entlang der weltumspannenden mittelozeanischen Rücken steigt die Lava empor und erzeugt durch die erkaltende Gesteinsschmelze neuen Ozeanboden zwischen auseinanderweichenden tektonischen Platten. Es gibt aber auch andere Entstehungsräume für marinen Basalt. Je nach Entstehungsort bezeichnet man den Basalt als
- MORB (mid ocean ridge basalt, an ozeanischen Spreizungszonen),
- CMB (continental margin basalt, an Ozean-Kontinent-Subduktionszonen),
- IAB (island arc basalt, an ozeanischen Subduktionszonen) oder
- OIB (ocean island basalt, an Hot-Spots innerhalb einer tektonischen Platte).

Die Basalttypen unterscheiden sich aufgrund der unterschiedlichen Entstehungsprozesse in ihrer chemischen Zusammensetzung.
Basalt kommt aber auch weit verbreitet auf dem Festland vor und ist meist an tektonische Schwächezonen wie etwa Grabenbrüche oder auf dem Festland auftretende Hot Spots gebunden. Es gilt die Regel: Wo sich viel Basalt befindet, gibt es wenig Rhyolith.

## Erscheinungsbild und Eigenschaften

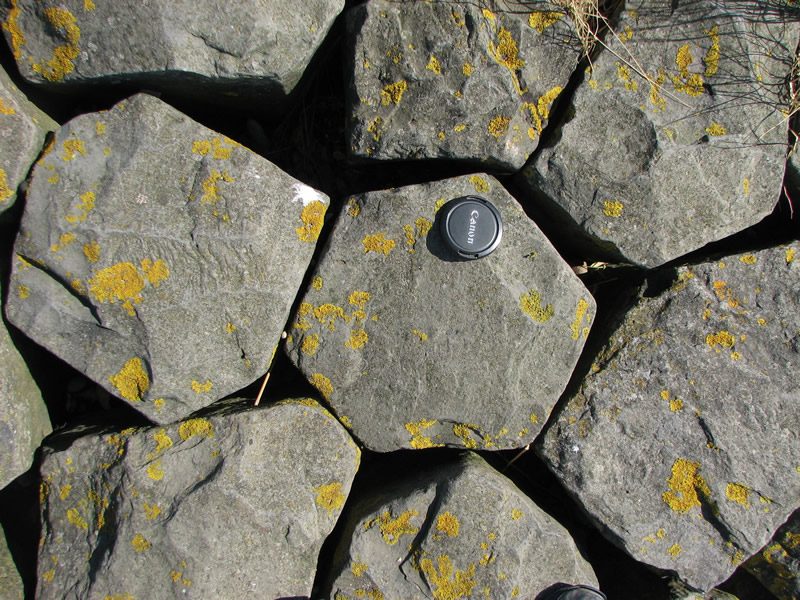
Säulenbasalt im Querschnitt

Basalt ist für gewöhnlich dunkelgrau bis schwarz. Da er vulkanisch entsteht, besteht er aufgrund der schnellen Abkühlung zum größten Teil aus einer feinkörnigen Grundmasse. Gröbere, mit bloßem Auge zu erkennende Einsprenglinge sind relativ selten, können aber bei einigen Basaltvarietäten häufiger vorkommen.
Die Erscheinungsform erkalteter basaltischer Lava ist hauptsächlich von zwei Faktoren abhängig. Eruptierte Lava kühlt recht schnell aus zu einem zusammenhängenden Gesteinsgefüge, das je nach Temperatur und Gasgehalt als Pāhoehoe-Lava oder als Aa-Lava erstarrt. Findet die Abkühlung jedoch verzögert statt, entstehen durch das Zusammenziehen nicht selten meterlange eckige Basaltsäulen (Säulenbasalt), die sich senkrecht zur Abkühlungsfläche bilden, bevorzugt mit einer hexagonalen (sechseckigen) Geometrie. Eine eher selten auftretende Erscheinungsform des Basalts ist der Kugelbasalt, die man bevorzugt an Rändern von Basaltlagerstätten findet.
Oft weist Basalt ferromagnetische Eigenschaften auf, da er geringe Anteile von Magnetit enthalten kann.

## Zusammensetzung

Klassifikation der Basalte nach Mineralbestand

Alle Basalte haben eine basische, also SiO2-arme Zusammensetzung. Vorherrschende Mineralgruppen sind Plagioklase (meist Labradorit) und Pyroxene, überwiegend der Klinopyroxen Augit. Olivine und Foide treten in einigen Basaltvorkommen auf, vereinzelt auch Biotit und Hornblende. Alkalifeldspat und Quarz kommen in Basalten hingegen nicht oder nur untergeordnet vor.
Alkalische Basalte zeichnen sich durch das Vorkommen normativen Nephelins und einen höheren Gehalt von Alkalien (Na) relativ zu Si und Al aus, subalkalische Basalte hingegen besitzen kein normatives Nephelin, können aber dafür normativen Quarz ausweisen. Der Gesamtgehalt an Kaliumoxid (K2O) und Natriumoxid (Na2O) ist bei alkalischen Basalten höher.
Insgesamt erweisen sich Basalte von ihrer chemischen Zusammensetzung her als ausgesprochen variable Gesteine, was im Widerspruch zu ihrem recht einheitlichen Aussehen steht. Je nach Entstehungszone (siehe nachfolgenden Abschnitt) kann die Mineralzusammensetzung stark schwanken. Man unterscheidet daher nach ihrer chemischen Zusammensetzung mehrere Untertypen:
- Tholeiitbasalt – Plagioklas, Augit und (Ortho-)Pyroxen überwiegen. Diese Gruppe ist nach dem Ort Tholey im Saarland benannt, und diese Gesteine kommen vor allem im Saar-Nahe-Bergland und bei Bozen sowie auf Ozeaninseln, nicht zuletzt auf Hawaii vor.
- Alkalibasalt und Alkaliolivinbasalt – mit Olivin und deutlichem Nephelingehalt. Alkalibasalte kommen vor allem in Mitteleuropa in der Eifel, der Rhön, der Lausitz/Schlesien, Nordböhmen und im Massif Central in Frankreich vor.[10]
- Olivinbasalt – mit deutlichem Olivingehalt, kein Orthopyroxen.
- Feldspatbasalt – mit Feldspat als Einsprenglingen.
- als Basanite bezeichnet man mit dem Basalt eng verwandte Gesteine mit sehr großen Gehalten an Foiden und Olivin. Sie liegen daher in einem anderen Feld des Streckeisendiagramms.

Folgende Zusammenstellung gibt einen Anhaltspunkt für die chemische Zusammensetzung:
- SiO2 um 50 %
- Al2O3 um 20 %
- FeO, CaO und MgO jeweils um 10 %
- Na2O um 5 %
- K2O um 0,3 % bis 2,5 %
- TiO2 und Schwefelverbindungen in kleinen Mengen.

## Natursteinsorten
- Londorfer Basaltlava Hessen, Londorf
- Mayener Basaltlava, ein Leucit-Tephrit (Rheinland-Pfalz, Mayen)
- Basaltite, ein Leucit-Tephrit (Italien, Bolsena)

## Vorkommen von Basalt

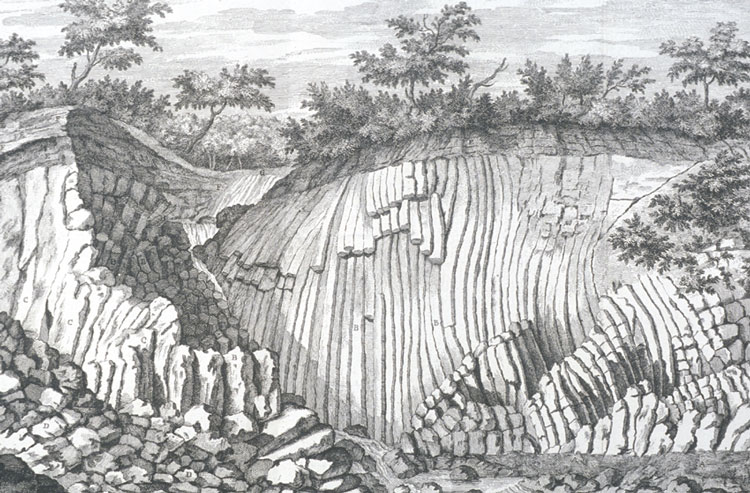
Stich einer Basaltformation. Aus: Alberto Fortis, Della valle vulcanico-marina di Roncà nel territorio veronese. (1778)

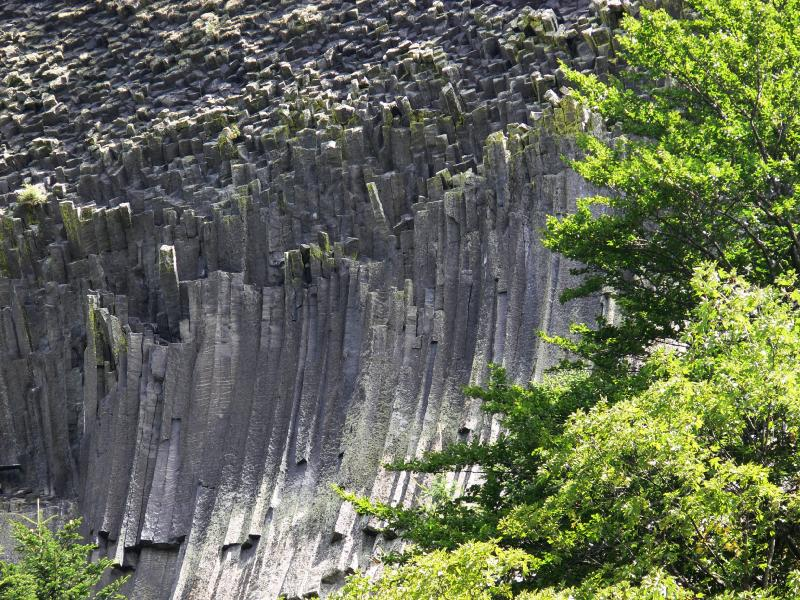
Basaltfelsen bei Detunata Goală östlich von Bucium, Rumänien

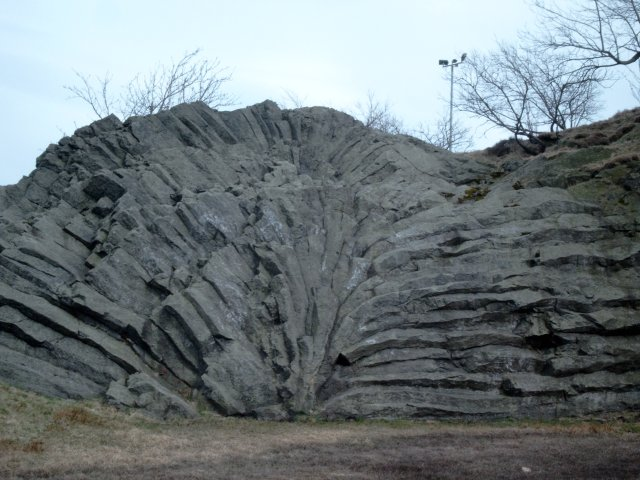
Basaltfächer auf dem Hirtstein im Erzgebirge

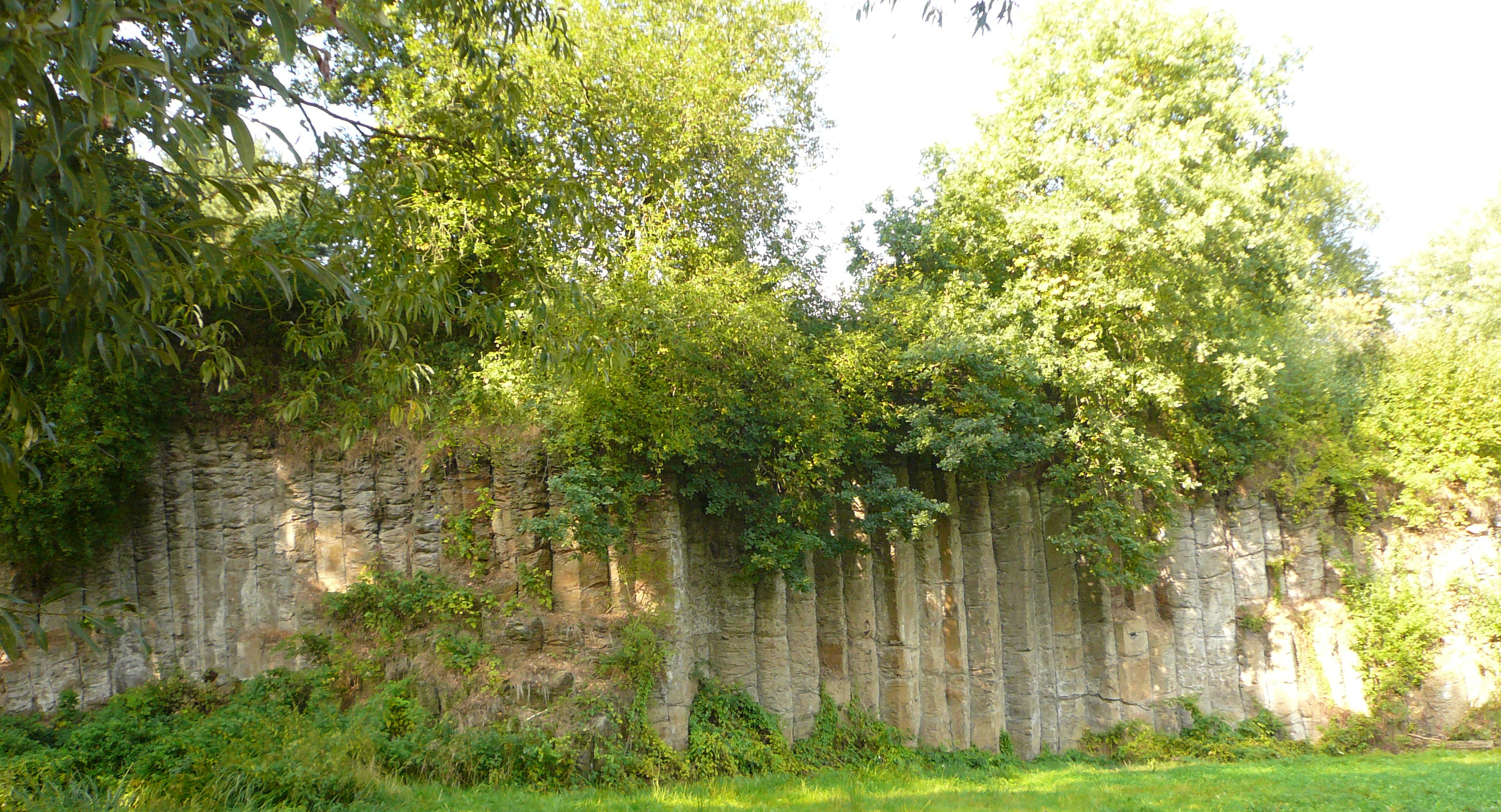
„Bührener Orgelpfeifen“

### Mitteleuropa
- Deutschland
  - Baden-Württemberg
    - Schwäbische Alb, im Bereich des Schwäbischen Vulkans
    - Hegau
    - Odenwald, Katzenbuckel (dort steht Basanit an)

  - Bayern
    - Gangolfsberg
    - Kemnather Talkessel
    - Nördlicher Steinwald
    - Reichsforst (Fichtelgebirge)
    - Parkstein
    - Pechbrunn
    - Rhön

  - Hessen
    - Vogelsberg; das größte zusammenhängende Basaltmassiv in Mitteleuropa
    - Hoher Meißner
    - Nüsttal in der Vorderrhön
    - Stoppelsberg
    - Hoher Habichtswald
    - Gudensberger Kuppenschwelle
    - Beselicher Kopf[11]

  - Niedersachsen
    - Hoher Hagen Südniedersachsen
    - Berge Bramburg, Grefenburg und Backenberg um Adelebsen
    - Bühren Südniedersachsen

  - Nordrhein-Westfalen
    - Stein (Eitorf), Rhein Sieg Kreis
    - Desenberg
    - Siebengebirge

  - Sachsen
    - Erzgebirge
      - Bärenstein (Mittleres Erzgebirge)
      - Geisingberg (Osterzgebirge)
      - Hirtstein (Mittleres Erzgebirge)
      - Pöhlberg (Mittleres Erzgebirge)
      - Scheibenberg (Mittleres Erzgebirge)
      - Wilisch (Osterzgebirge)

    - Lausitzer Bergland
      - Landeskrone
      - Löbauer Berg
      - Kottmar

    - Sächsische Schweiz
      - Cottaer Spitzberg
      - Großer Winterberg
      - Hausberg
      - Heulenberg
      - Kleiner Winterberg
      - Raumberg

    - Westlausitzer Hügel- und Bergland
      - Burgberg von Stolpen
      - Gickelsberg bei Lohsdorf

  - Thüringen
    - Gleichberge

  - Westerwald
    - Druidenstein (Grenze Siegerland/Westerwald)
    - Gegend um Bad Marienberg (Westerwald) mit dem Basaltpark und dem Stöffel-Park
    - Unkelstein
    - Bornkasten (bei Nomborn unterer Westerwald, Nahe A 3)

  - Vulkaneifel
  - Siebengebirge
- Österreich
  - Steiermark (Marktgemeinde Klöch) – Basaltsteinbruch Klöch
  - Burgenland (Pauliberg)
- Slowenien
  - Übermurgebiet (Goričko)
- Tschechien
  - Böhmisches Mittelgebirge (České středohoří)
  - Lausitzer Gebirge (Luzicke hory)
  - Duppauer Gebirge (Doupovske hory)
  - Naturschutzgebiet Ryžovna
- Ungarn
  - Celldömölk
  - mehrere Bergformationen im Tapolca-Becken nördlich des Plattensees, mit u. a. Badacsony, Szent György-hegy

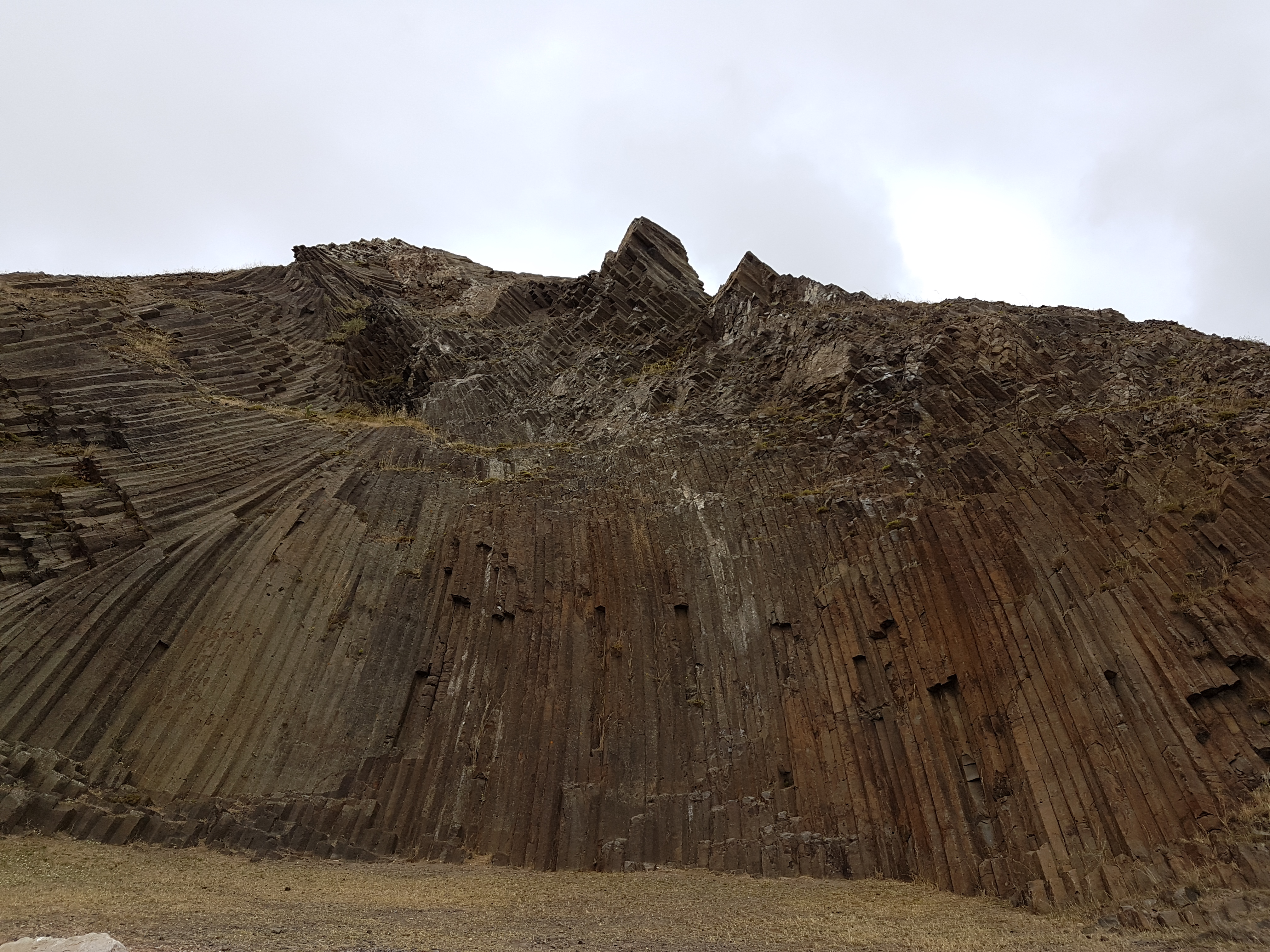
Basaltsäulen Porto Santo, Archipel Madeira

- Rumänien
  - Bucium

### Außerhalb Mitteleuropas
- Giant’s Causeway, Nordirland
- Staffa, Schottland
- Frankreich

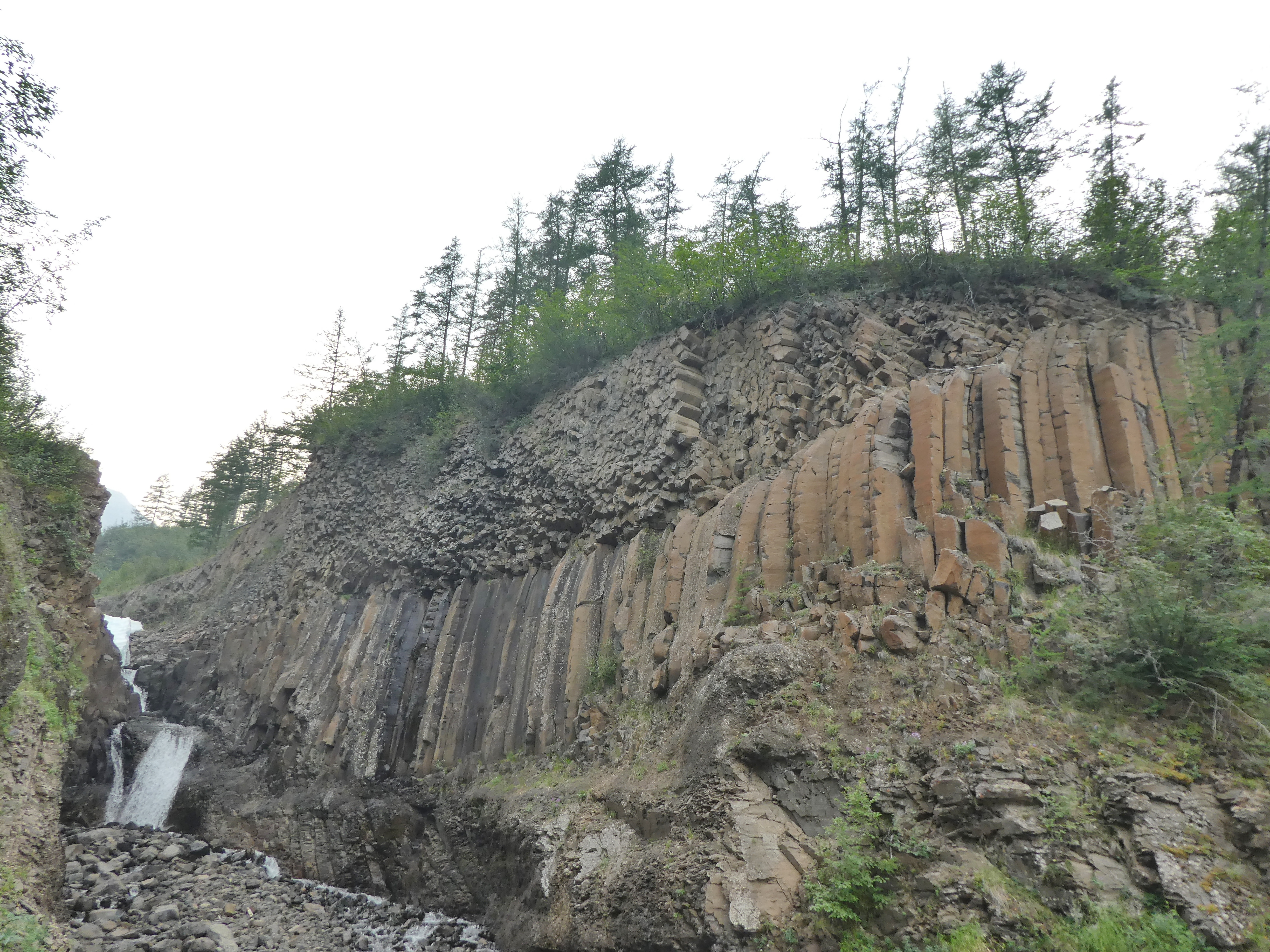
Säulenartige Basaltdecke des Sibirischen Trapp im Putorana-Gebirge

  - Département Ardèche, Cascade du Ray-Pic
  - Zentralmassiv
- La Gomera, Kanarische Inseln, Spanien
- Färöer
- Island
- Azoren
- Porto Santo
- Italien
- Russland, Putorana-Gebirge im mittelsibirischen Bergland
- Schonen, Schweden
- Armenien
- Penghu-Inseln, Taiwan
- Vietnam
- Kamerun, Lesotho und weitere afrikanische Länder
- Columbia Gorge (Washington/Oregon, USA)
- Mauritius
- Jejudo
- Namibia

### Basalt auf anderen Himmelskörpern
Basalt ist darüber hinaus ein häufiges Gestein auf allen terrestrischen Planeten (Merkur, Venus, Mars) und dem Mond. Auch viele Meteoriten besitzen die gleiche chemische Zusammensetzung wie Basalt. Mit ihrer Hilfe kann man Rückschlüsse auf die Entstehung unseres Sonnensystems ziehen.

## Verwendung

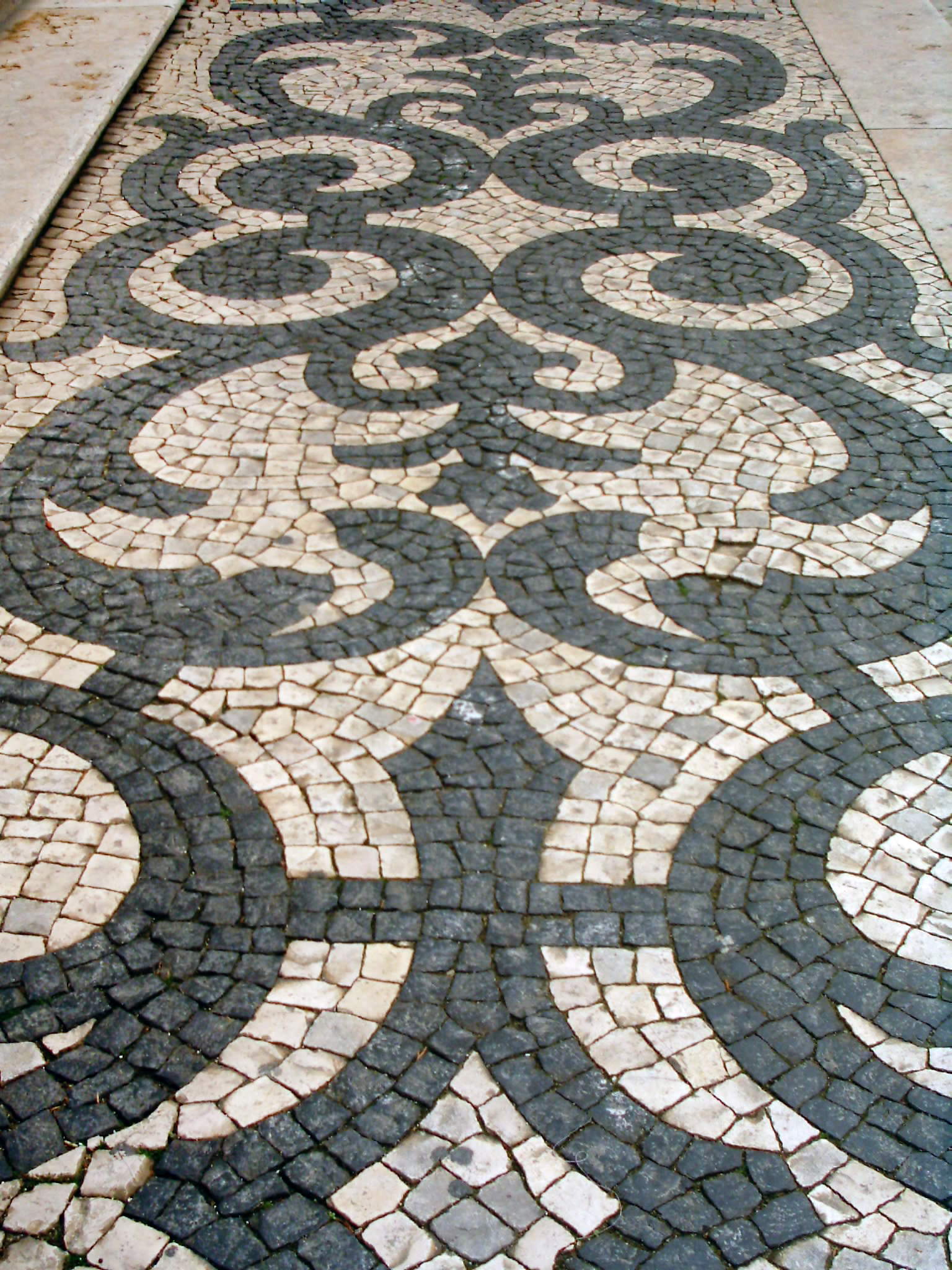
Typisches Straßenpflaster in Lissabon (Basalt und Kalkstein)

- Basalte werden für Massivbauten, Boden- und Treppenbeläge, Fassadenplatten, Grab- und Denkmäler und in der Steinbildhauerei verwendet. Darüber hinaus findet Basalt als Baustoff aufgrund seines druck- und verschleißfesten, schwer zu bearbeitenden, aber nicht zu spröden Charakters hauptsächlich für den Unterbau von Straßen und Bahngleisen Verwendung. Bis in die 1950er und 1960er Jahre wurde es als Mosaik-, Klein- und Großpflaster im Wege- und Straßenbau verarbeitet. Bis heute wird es im Garten- und Landschaftsbau als Pflaster (neu/gebraucht) immer wieder gern verwendet, durch Abrieb wird aber die Oberfläche glatt und bei Nässe rutschig. Als Beispiel sei der Blau- oder Hartbasalt (Foidit-Lava) genannt.
- In der Nähe von Vulkanen werden auch Häuser aus basaltischem Gestein errichtet, was den Dörfern ein dunkles Gepräge gibt, z. B. Ortschaften in der Eifel (Mendig) und um den Ätna auf Sizilien. Für den Hauran im Süden Syriens sind Basaltbauten sehr typisch, die in der Bronzezeit errichtet wurden und wegen der Langlebigkeit des Materials oft mehrere Jahrhunderte, teilweise bis heute, bewohnt werden.
- Seit Jahrhunderten werden Basaltkreuze an Wegepunkten aufgestellt. Zahlreiche historisch bedeutsame Basaltkreuze befinden sich vor allem im Raum Mayen in der Eifel.
- Auch für Mühlsteine mittlerer Qualität wurde Basalt verwendet, in der Eifel (Mendig) etwa. Der mögliche Durchmesser richtete sich nach der Dicke der Basaltsäulen.
- Im Gebiet des östlichen Böhmischen Mittelgebirges (České středohoří) und bis zum Zittauer Gebirge sind in Dörfern und Kleinstädten vereinzelte Gebäude vorhanden, deren Sockelmauerwerk aus übereinandergelegten Basaltsäulen von annähernd gleicher Länge aufgebaut ist. Die Säulenköpfe bilden somit die Außenseite des Sockels, sofern er unverputzt ist. In manchen ländlichen Siedlungen haben sich auch einige wenige Gartenmauern in dieser Bauweise erhalten. Bemerkenswert ist dabei, dass sich Basaltsäulen nur unter sehr hohem Kraftaufwand quer spalten lassen.
- Eine Sonderform stellt der sogenannte Sonnenbrennerbasalt dar, der leicht zerfällt und daher für viele technische Anwendungen ungeeignet ist. Die Ursache für den Zerfall liegt in seinem hohen Gehalt an Analcim, welcher sehr leicht verwittert.

Basalt als Kulturgut
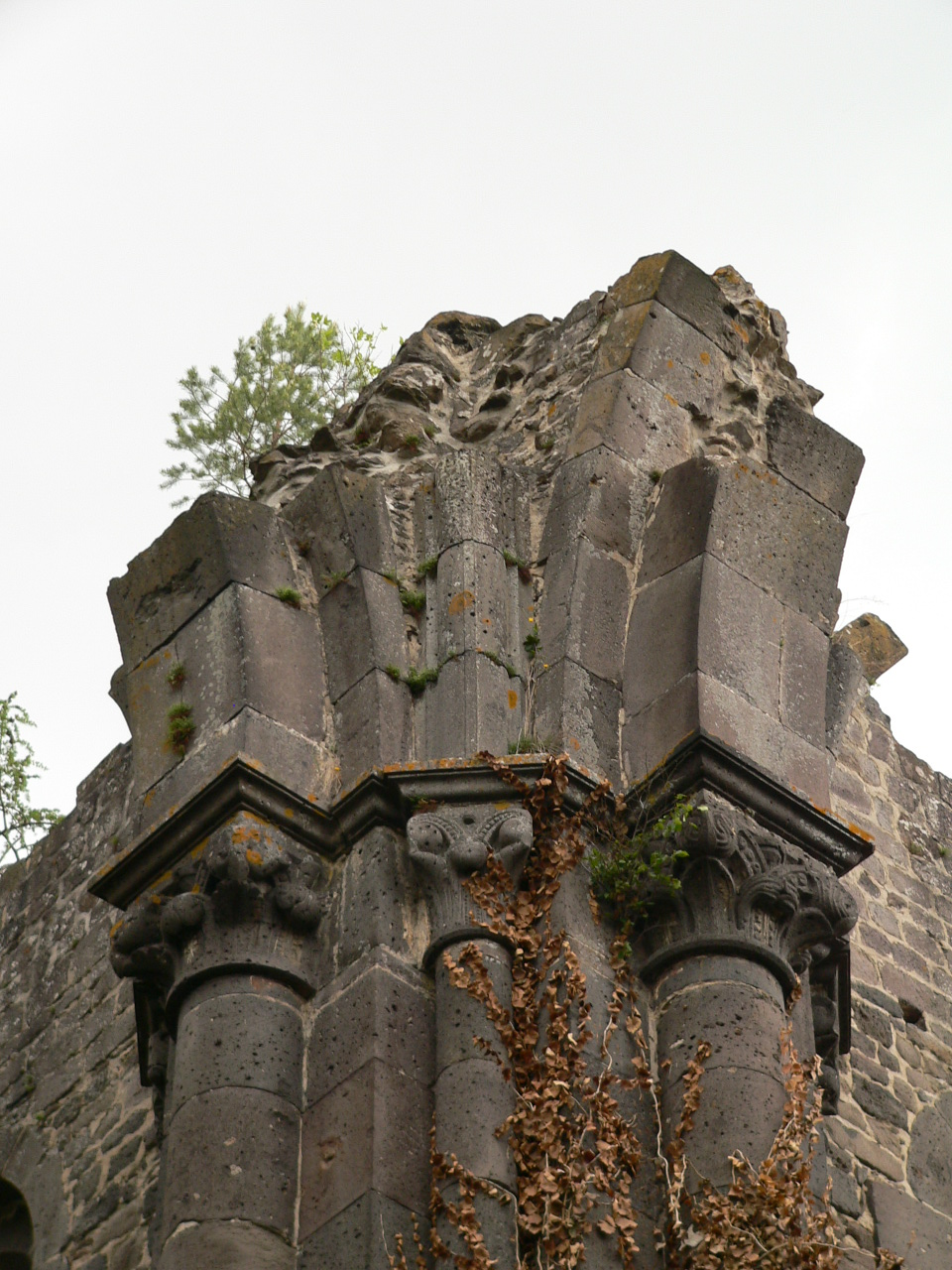
Romanische Kapitelle aus Londorfer Basaltlava: Vierung des Klosters Arnsburg
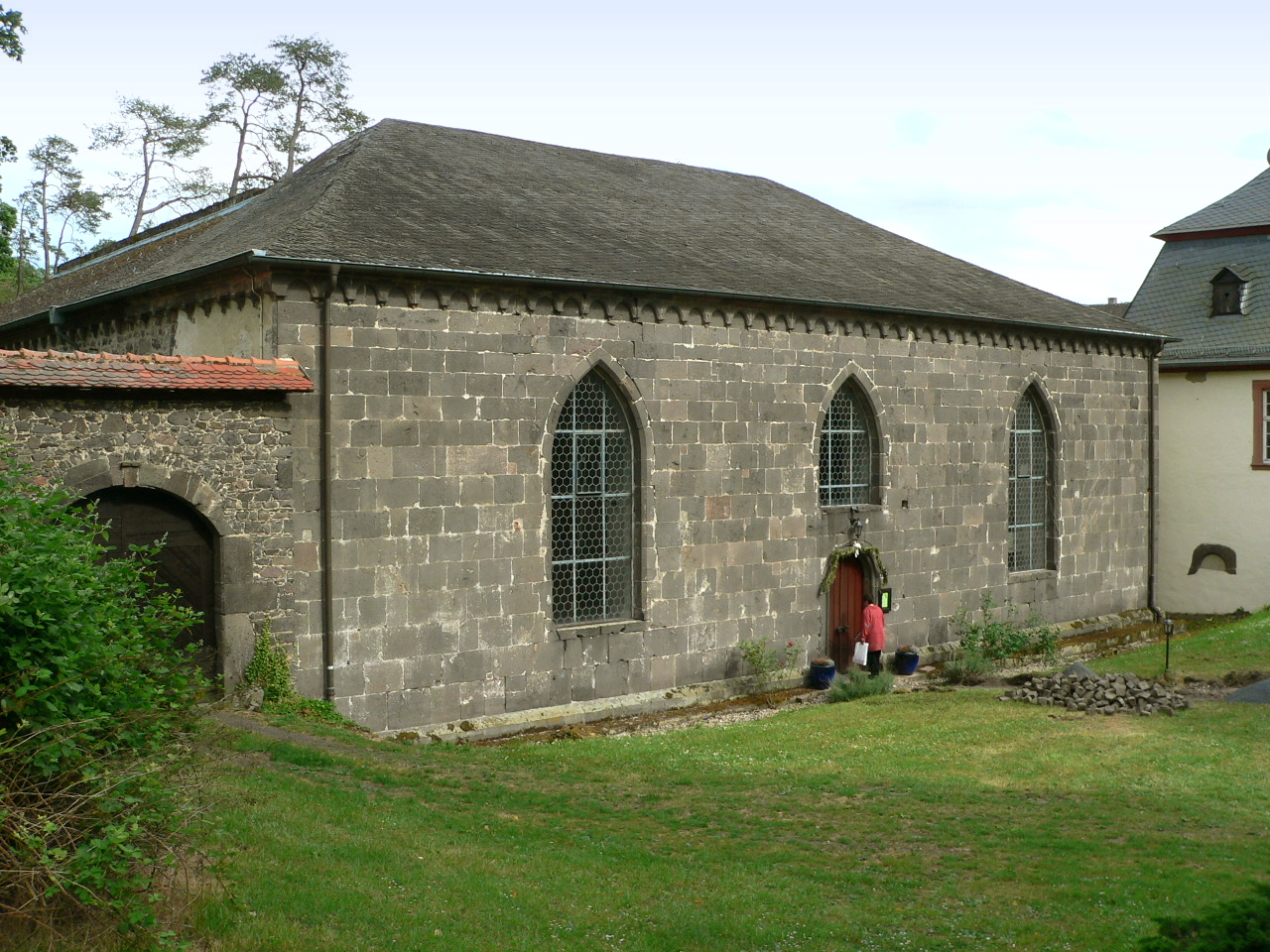
Mauerwerk: Paradies (Vorkirche) des in der Romanik gegründeten Klosters Arnsburg mit frühgotischen Fensterformen
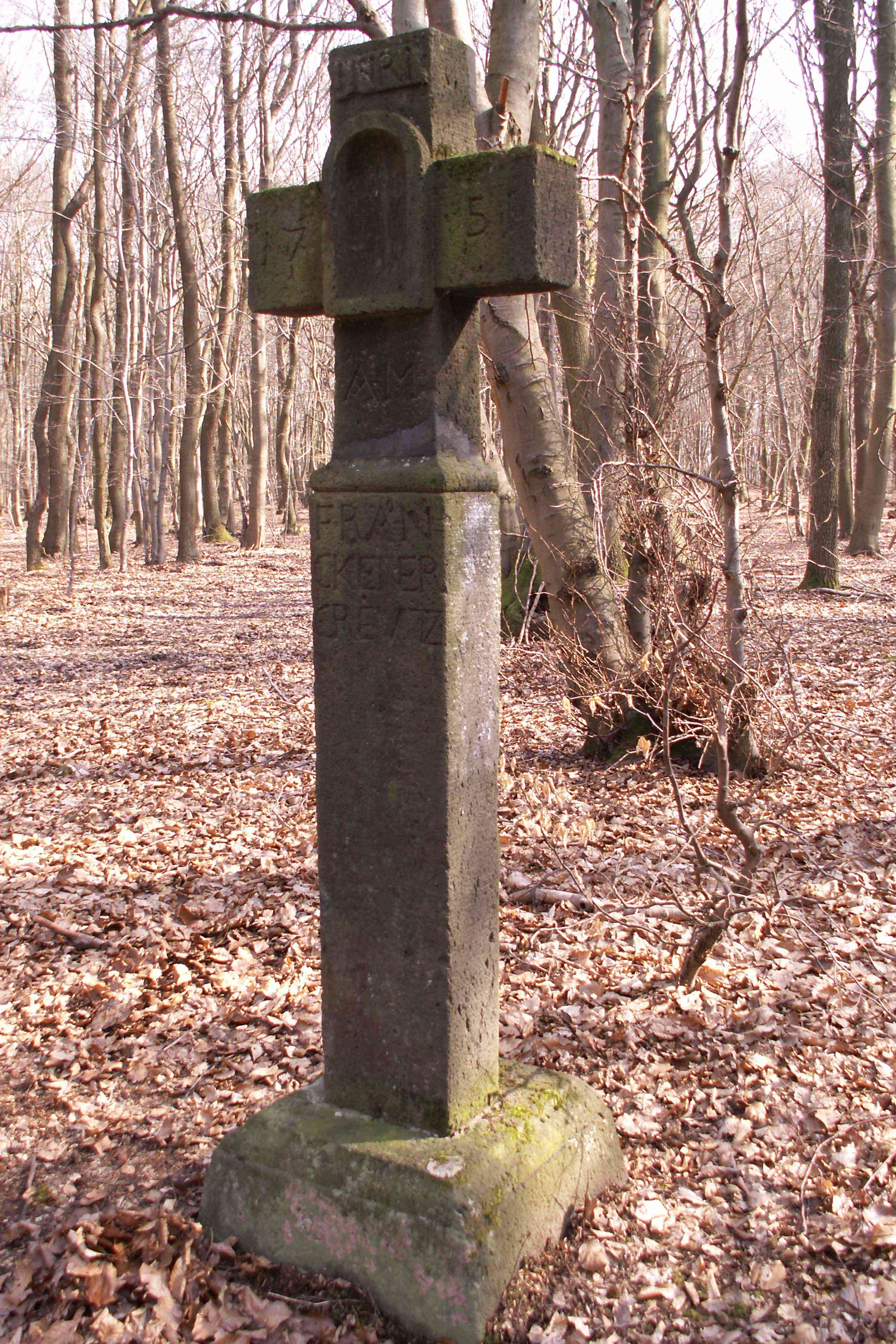
Basaltkreuz in der Eifel aus dem Jahre 1751
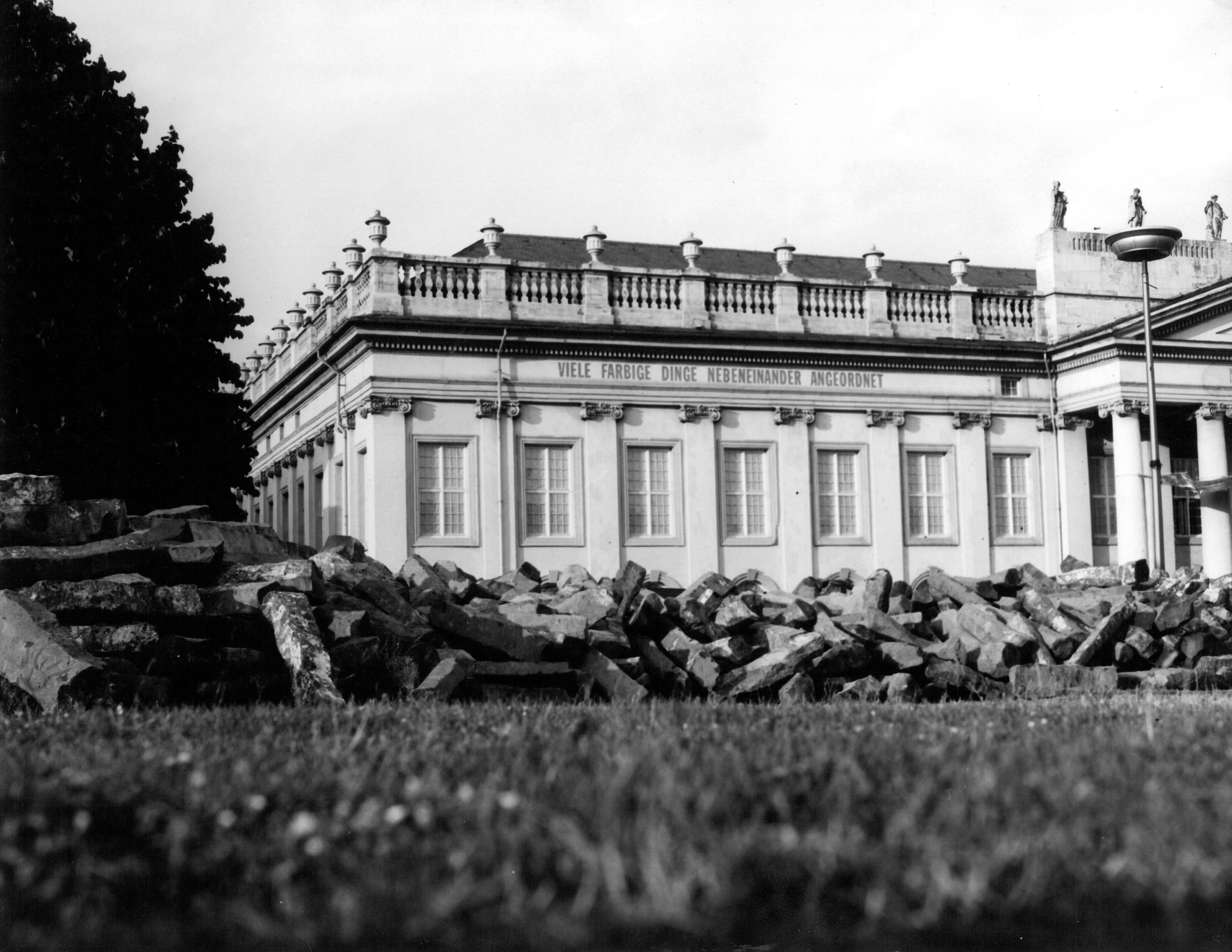
Joseph Beuys pflanzte 7000 Eichen mit jeweils einem begleitenden Basaltstein in Kassel.
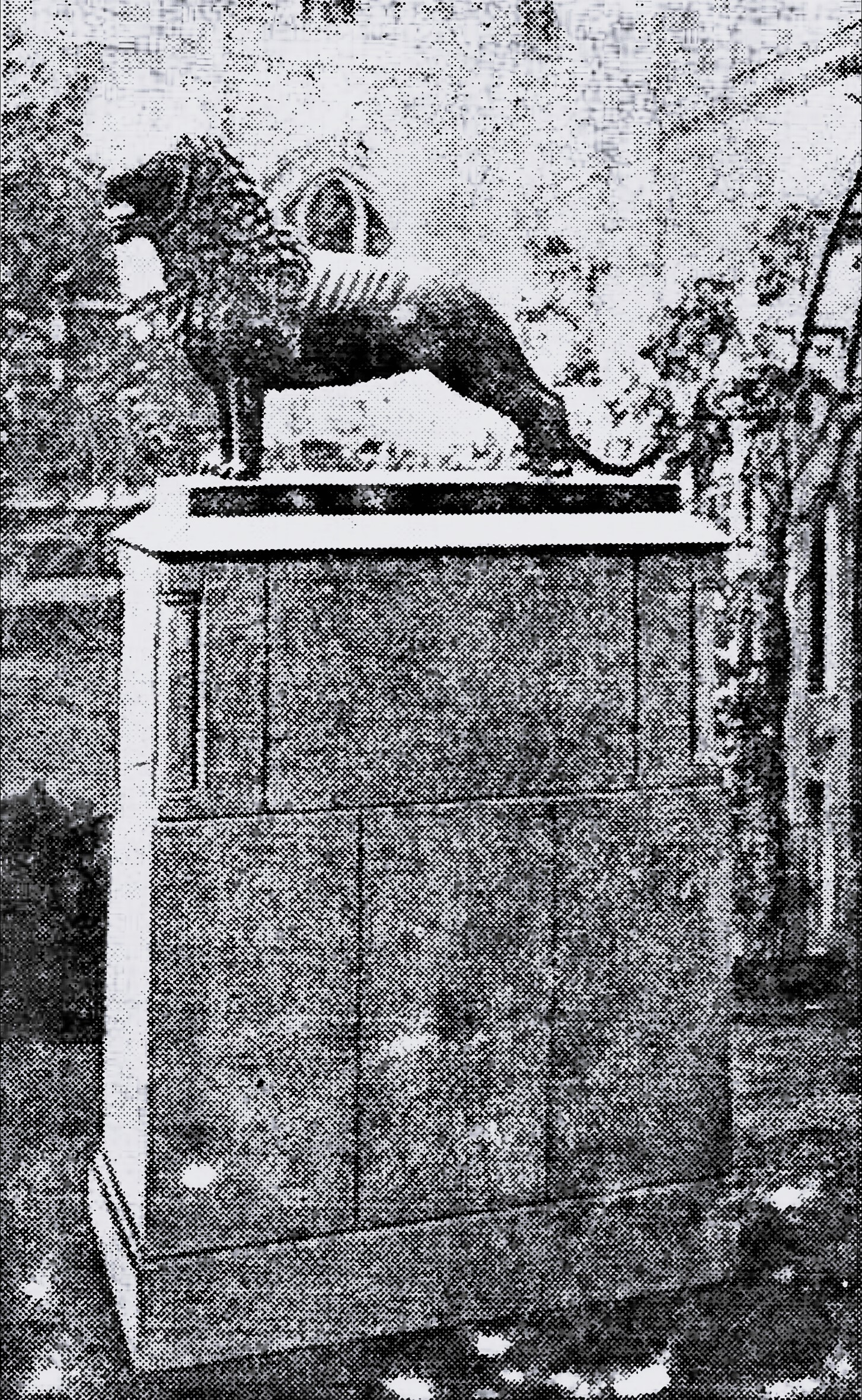
Erstes lübeckisches Löwen-Denkmal von 1930 aus Basalt

## Basaltstreit

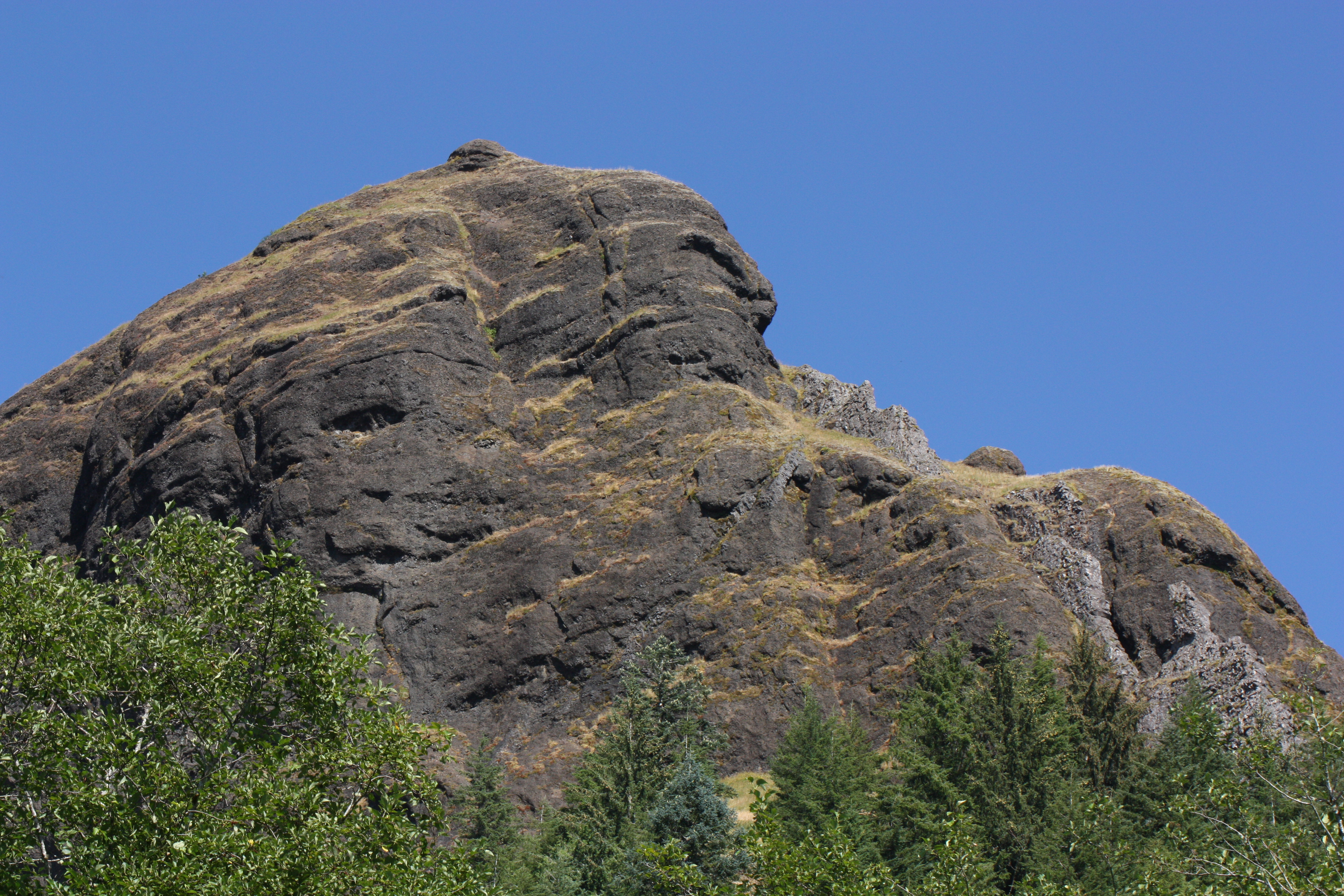
Columbia-River-Basalt, (heutige) USA

Der „Basaltstreit“ im späten 18. Jahrhundert war eine Auseinandersetzung um Weltanschauungen, Weltbilder und Welterklärungsmodelle. Sie ist als wichtiger Schritt im Rahmen der Prozesse zu bewerten, in deren Folge unser „modernes“ Weltbild und die „moderne“ Gesellschaft entstanden sind. Der Basaltstreit war eine vordergründig naturwissenschaftlich geführte Diskussion, die aber aus einer theologischen Fragestellung entstand. Aufseiten der „Neptunisten“, führend Abraham Gottlob Werner, blieb die Diskussion lange von den Schöpfungsberichten der Bibel gefärbt. Ausgehend vom Tohuwabohu, Moses 1:1–2: Am Anfang schuf Gott Himmel und Erde. Und die Erde war wüst und leer, und es war finster auf der Tiefe; und der Geist Gottes schwebte auf dem Wasser. wurde die Entstehung des Basalts aus dem Urozean abgeleitet. Die „Plutonisten“, führend James Hutton, setzten sich stärker bewusst vom biblischen Bericht ab und konnten sich schließlich durchsetzen. Huttons Weltsicht war dabei keineswegs atheistisch, sondern deistisch – Gott hatte demnach die Welt nach seinem Plan eingerichtet, griff danach aber nicht mehr unmittelbar ein. Johann Wolfgang Goethe thematisierte den Streit in verschiedenen Werken sowie einer der von Eckermann festgehaltenen Diskussionen, und 1827 in einem den USA gewidmeten Gedicht:
Den Vereinigten Staaten

Amerika, du hast es besser

Als unser Continent, das alte,

Hast keine verfallene Schlösser

Und keine Basalte.

Dich stört nicht im Innern,

Zu lebendiger Zeit,

Unnützes Erinnern

Und vergeblicher Streit.

…